# Bussum
Bussum ( ˈbɵsəm (?·pàg.) és una vila i antic municipi de la regió del Gooi al sud-est de la província d'Holanda del Nord, als Països Baixos. Des de l'any 2016, Bussum forma part del municipi de Gooise Meren. L'antic municipi de Bussum tenia una extensió de 8,11 km².

## Història
Durant molt de temps, Bussum no fou més que un llogaret situat entre les landes del Gooi. La localitat es menciona per primer cop el 1306, quan segons els mapes, el seu territori era una gran extensió de landa amb algunes petites granges, corrals d'ovelles i boscos escampats pel seu territori. Des de l'any 1369, Bussum fou governada per la veïna ciutat fortificada de Naarden. L'any 1470 vivien a Bussum unes 250 persones.
L'any 1817, Bussum s'independitza de Naarden, però no fou fins al 1874, amb l'arribada del ferrocarril, que comença a desenvolupar-se. Es van construir dues estacions de tren que encara existeixen a l'actualitat: Naarden-Bussum i Bussum Zuid, en la línia entre Amsterdam i Hilversum. L'arribada del tren, juntament amb el desenvolupament de la xarxa de carreteres, va permetre que la vila es convertís en un satèl·lit d'Amsterdam, i en menor mesura, de Hilversum. De 1898 a 1907, Bussum va acollir la primera colònia socialista neerlandesa de la mà de l'escriptor i psiquiatra Frederik van Eeden, seguint l'exemple de Walden de Thoreau. L'any 1951, Bussum va acollir la primera transmissió nacional de televisió dels Països Baixos i els platons de la televisió estatal van estar localitzats a la vila fins al 1964.
L'1 de gener de 2016, Bussum es va fusionar amb els municipis de Naarden i Muiden. L'octubre de 2014, els antics consells municipals van triar el nom Gooise Meren per al nou municipi, descartant les opcions de Naarden-Bussum i Naardingerland.

## Personatges il·lustres
- Freddy Wittop (1911–2001), modista internacional
- Karel Thole (1914–2000), pintor i il·lustrador
- Paul Biegel (1925–2006), escriptor
- Willem Duys (1928–2011), presentador de ràdio i televisió i productor
- Thierry Veltman (1939), artista
- Tineke Lagerberg (1941), nedadora
- Ronnie Tober (1945), cantant
- Charles de Lint (1951), escriptor i músic
- Huub Rothengatter (1954), pilot de carreres
- Raoul Heertje (1963), comediant
- Anneloes Nieuwenhuizen (1963), jugadora d'hoquei sobre herba
- E. van der Bovenkampf (1964), professor de la Universitat de Groningen
- Ruud Hesp (1965), porter de futbol
- Ellen Elzerman (1971), nedadora
- Thekla Reuten (1975), actriu